# Monchique (freguesia)
Monchique is een plaats (freguesia) in de Portugese gemeente Monchique. In 2011 telde deze 4817 inwoners.

## Overleden
- Eef Hoos (1946-2016), Nederlands crimineel